# Эрик Киллмонгер
Эрик Киллмонгер (англ. Erik Killmonger) — суперзлодей, появляющийся в комиксах издательства Marvel Comics. Благодаря обширной подготовке, он является опытным бойцом и как физически, так и психологически равносилен для его заклятого врага Чёрной пантеры.
Майкл Б. Джордан сыграл персонажа в фильме 2018 года «Чёрная пантера», являющемся частью кинематографической вселенной Marvel.

## История публикации
Эрик Киллмонгер впервые появился в сюжетной линии Panther’s Rage из Jungle Action #6-8 (сентябрь 1973-январь 1974 года) и был создан Доном МакГрегором и Ричем Баклером.
Персонаж впоследствии появляется в Jungle Action #12-18 (Ноябрь 1974-Ноябрь 1975 г.), Iron Man Annual #5 (1982), Over the Edge #6 (апрель 1996), Black Panther (том. 3) #13 (декабрь 1999), #15-16 (Февраль-Март 2000), #18-21 (Май-август 2000), Deadpool (1997 1-й серии) #44 (сентябрь 2000), Black Panther (vol. 3) #23-25 (октябрь-декабрь 2000), #60 (июль 2003 года), и Black Panther (vol. 4) #35-38 (Май-Сентябрь 2008).
Эрик Киллмонгер получил свою собственную запись в All-New Official Handbook of the Marvel Universe A-Z #6 (2006).

## Биография
Уроженец Ваканды, он родился под именем Н’Джадака. Когда Улисс Кло и его наёмники напали на Ваканду, они заставили отца Н’Джадаки помочь им; когда Кло потерпел поражение, отец умер, а его семья была сослана. Н’Джадака оказался в Гарлеме, Нью-Йорке, вынашивая ненависть против суперзлодея и Т’Чаллы, который хотел отправить его в изгнание. Он сменил имя на Эрика Киллмонгера и учился в Массачусетском технологическом институте, отчаявшись отомстить за смерть отца.
В конце концов он связался с королем Т’Чаллой и был возвращён обратно в Ваканду, поселившись в деревне, которая позже изменит своё название на деревню Н’джадака в его честь. Он стал диверсантом, мечтая избавить Ваканду от того, что он назвал «белыми колонизаторами» культурными влияниями, и вернуть его целиком на свои древние пути. Затем он воспользовался частыми отлучениями Черной Пантеры в Америку к Мстителям, чтобы организовать государственный переворот вместе с Бароном Макабре. Он был побеждён и убит, пока Мандарин не потребовал его тело.

### Воскрешение
Используя свои кольца, Мандарин смог усилить Алтарь Воскрешения и вернуть его к жизни. Киллмонгер вернулся к своей любовнице и союзнику, Мадам Слэй, и эти двое замышляли убить Чёрную Пантеру и вернуть в Ваканду её древний путь.
Пока Тони Старк посетил Ваканду, Мадам Слэй выбила Джима Роудса и взяла его в плен. Киллмонгер, казалось, убил Чёрную Пантеру, и обвинил Роудса и Старка, убедив Вакандийцев, что он может привести их к мести. Чёрная Пантера вернулся, показав, что он сфальсифицировал свою смерть, используя LMD. Чёрная Пантера побеждает Киллмонгера. Мандарин вспомнил своё кольцо, и Киллмонгер вернулся к неодушевлённому скелету. Последователи Киллмонгера воскресили его снова, и он ещё несколько раз столкнулся с Т’Чаллой.

### Захват Ваканды
В связи с попыткой захвата Ваканды колдуном преподобным Ачебе и отсутствием Т’Чаллы и контроля над страной, оставленной его регентом Эвереттом Россом, Киллмонгер попытался получить контроль над страной через свою экономику, заставив Т’Чалла остановить его национализировав все иностранные компании в Ваканде и вызывая бег на фондовом рынке. Два врага сражались в порочном ритуальном бою за право управлять страной, и Киллмонгер, наконец, смог победить своего врага и получить статус Чёрной Пантеры для своих. Он некоторое время контролировал Ваканду и даже пытался унаследовать статус Мстителей Т’Чаллы, но когда ему был дан обряд вознесения, необходимый для закрепления его положения, у его тела была сильная реакция на сердцевидную траву, которую он должен был потреблять — это было ядовито для всех, кроме королевской родословной. Хотя было бы удобно позволить ему умереть и, без сомнения, иметь право на должность Чёрной Пантеры, Т’Чалла сохранил жизнь своего соперника.
Киллмонгер в конечном счёте вышел из комы, таким образом исправляя его положение как вождя Ваканды. Он отправился в Нью-Йорк и связался с Каспером Коулом, офицером внутренней полиции, скрывающимся под видом Чёрной Пантеры, чтобы помочь ему с делами, и попытался получить его в качестве союзника (и одноразового Т’Чаллу), предложив ему буферизованную версию в форме сердца в форме пантеры и помочь найти похищенного сына своего руководителя. Взамен ему пришлось отказаться от личности Пантеры и взять на себя роль помощника Белого Тигра из культа Пантеры, и он должен был бы оказать Киллмонгеру услугу. В то время как Каспер согласился на это, он затем использовал свои новые способности, основанные на травах, для самостоятельного разыскивания мальчика, чтобы избежать задолженности Киллмонгера.
Т’Чалла снова становится единственным правителем Ваканды, когда появляется Киллмонгер.

## Силы и способности
- Пик человеческой силы: специальная трава улучшила физическую силу Киллмонгера до вершины человеческого совершенства. Хотя он не сверхчеловек, он значительно сильнее, чем средний человек. На своём пике он может поднять чуть меньше 800 фунтов.

- Пиковая скорость человека: Киллмонгер способен бегать и двигаться со скоростью, превосходящей скорость любого олимпийского спортсмена. Он способен достигать скорости 35 миль в час.

- Пиковая выносливость человека: мускулатура Киллмонгера генерирует меньше усталостных токсинов, чем тела большинства людей. Он может проявлять себя на максимальной силе примерно за 1 час до того, как усталость начнет действовать на него.

- Пиковая человеческая прочность: способность Киллмонгера сопротивляться и восстанавливаться после физической травмы или болезни также находится на вершине человеческого потенциала. В то время как он восприимчив к болезни и травмам, как и любой нормальный человек, его способность сопротивляться и оправиться от них намного выше, чем у большинства других людей.

- Пиковая человеческая ловкость: гибкость, равновесие и телесная подвижность Киллмонгера также усиливаются до вершины человеческого развития. Он превосходит любого гимнаста Олимпийского уровня.

- Пиковые человеческие рефлексы: время реакции Киллмонгера меньше, чем у любого олимпийского спортсмена.

### Способности
- Мастер боевых искусств: Киллмонгер — опытный боец. Он достаточно квалифицирован, чтобы победить Чёрную Пантеру.

- Политический лидер: Эрик Киллмонгер — революционный лидер, известный всем вакандцам. Деревня, в которой он вырос, даже была переименована в деревню Н’Джадака. Его революционная харизма, его мастерство в политике и экономике, его тактическая хитрость делают его одним из величайших врагов Чёрной Пантеры.

- Полиглот: Киллмонгер может свободно говорить на родном, английском и других языках.

- Интеллект гения: Эрик Киллмонгер — обладает невероятно одаренным умом, соперничающий с Т’Чаллой. Имея врождённое понимание промышленности, политики, генетики и технического дизайна, он имеет степень кандидата технических наук и степень MBA в MIT, обладая инженерными способностями и интеллектом, делает его равным для многих величайших умов на планете. Доказательство, тому может иметь возможность изобретать и создавать оружие, которое конкурирует с любыми из величайших инженерных изобретений.

- Дипломатический иммунитет: будучи лидером Ваканды, Киллмонгер часто посещал Соединённые Штаты. Он пользуется дипломатическим иммунитетом во время этих поездок.

### Уровень прочности
- Нормальный — мужчина с интенсивными регулярными упражнениями. После воскрешения и принятия сердцеобразной травы, Эрик Киллмонгер стал огромным и мощным человеком с силой и скоростью, достаточной чтобы победить Чёрную Пантеру.

## Вне комиксов

### Кино
- Майкл Б. Джордан сыграл Эрика Киллмонгера в фильме «Чёрная пантера»[4][5]. По сюжету Эрик является американским чернокожим солдатом по имени Эрик Стивенс, который получил прозвище «Киллмонгер». Рождённый под именем Н’Джадака, сын Н’Джобу, брата правителя Ваканды Т’Чаки. Он жил со своим отцом в Окленде, штат Калифорния, в Соединённых Штатах, до тех пор, пока не нашёл своего отца мёртвым из-за конфликта с Т’Чакой о краже вибраниума. Он замышляет занять трон Т’Чаллы и продолжить план отца по обеспечению людей африканского происхождения во всём мире оружием Ваканды, чтобы они могли дать отпор своим угнетателям. Поэтому он сумел попасть в Ваканду, взяв собой тело ненавистного Улисса Кло, которого он убил в Пограничном племени, чтобы заручиться их поддержкой и бросить вызов королю Т’Чалле в поединке за право на трон. Впрочем Киллмонгер, по-видимому, убивает Т’Чаллу в дуэли, но тот смог выжить и обрести силу Чёрной Пантеры, чтобы впоследствии продолжить незаконченный бой. Когда Киллмонгер отказывается продолжать незаконченный поединок, Дора Миладже предаёт его, заявив, что он не достоин быть королём, и он активирует свой костюм Пантеры для сражения с телохранительницами. В ходе мятежа союзное пограничное племя Киллмонгера потерпело поражение, и сам Киллмонгер смертельно ранен Т’Чаллой в ходе их длительного поединка в вибраниумовой шахте. Отказавшись от медицинской помощи, Киллмонгер просит Т’Чаллу посмотреть на закат в Ваканде в последний раз и умирает, вытащив клинок из своей груди, всаженный Т’Чаллой.

- Киллмонгер появляется в фильме «Чёрная пантера: Ваканда навеки». Шури употребляет синтетическую траву в форме сердца и впадает в транс в надежде пообщаться со своими потерянными близкими. Вместо этого она видит Киллмонгера, который объясняет, что они встретились, потому что её сердце заражено подобной ему жаждой мести. Хотя он хвалит её за попытки защитить Рири Уильямс, он подталкивает её к тому, чтобы она отдалась своей мести.

### Видеоигры
- Эрик Киллмонгер появляется как играбельный персонаж в Black Panther и DLC для Lego Marvel’s Avengers[6].

## Награды
- Лучший злодей киновселенной Марвел по версии Business Insider (2018)[7].
- Второй величайший злодей в истории кино по версии Vulture (2018)[8].